# 奥当克莱韦克
奥当克莱韦克（法語：Hodenc-l'Évêque）是法国瓦兹省的一个市镇，属于博韦区。该市镇总面积3.47平方公里，2009年时的人口为236人。

## 人口
奥当克莱韦克人口变化图示